# Rhyothemis splendens
Rhyothemis splendens ist eine kaum erforschte Libellenart aus der Gattung Rhyothemis in der Familie der Segellibellen (Libellulidae). Sie kommt in der Demokratischen Republik Kongo vor und galt zwischen 1952 und 2014 als verschollen.

## Merkmale
Beim Holotypus, ein Weibchen, das 1952 gesammelt wurde, beträgt die Länge des Abdomens 16 mm und die Länge der Hinterflügel 22 mm.  Der Kopf, der Thorax und das Abdomen sind nahezu metallisch schwarz. Die Stirn und die Ocelli zwischen den Facettenaugen sind deutlich metallisch violett. Die Flügel sind transparent, breit markiert mit einem scharf-definierten schwarz-braunen Muster, das bei Lichtreflektierung einen bronze- oder kupferfarbenen Schimmer aufweist. Im Gegensatz zu den meisten anderen afrikanischen Rhyothemis-Arten hat Rhyothemis splendens schwarze Flügelspitzen.
Für das Männchen wird angegeben: Von Rhyothemis fenestrina und Rhyothemis notata unterscheidbar anhand des Musters auf den Flügeln: Alle Flügel besitzen ein dunkles Band entlang der Flügelspitze, das von der breit verdunkelten Flügelbasis durch einen durchgehenden klaren (hyalinen) Streifen abgesetzt ist.

## Verbreitungsgebiet, Lebensraum und Lebensweise
Gegenwärtig ist die Art nur aus dem Lomami-Nationalpark in der Mitte der Demokratischen Republik Kongo bekannt. Über das Verbreitungsgebiet, den Lebensraum und die Lebensweise liegen sonst keine Informationen vor. Klaas-Douwe B. Dijkstra und Viola Clausnitzer nehmen an, dass die Art in stehenden, möglicherweise temporären Gewässern in offenen, unbewaldeten Habitaten lebt.

## Status
Die IUCN listet die Art in der Kategorie „unzureichende Datenlage“ (data deficient). Im November 1952 sammelte der belgische Entomologe Charles Henri Victor Seydel (1873–1960) ein einzelnes Weibchen am oberen Lualaba in der Region Kabongo (im heutigen Lomami-Nationalpark) in Belgisch-Kongo (heute Demokratische Republik Kongo), das dem britischen Entomologen Frederic Charles Fraser (1880–1963) 1955 als Typusexemplar für die wissenschaftliche Erstbeschreibung diente. Danach blieb diese Libellenart lange verschollen, bis es dem Biologen Matt Muir vom United States Fish and Wildlife Service (USFWS) im Dezember 2014 gelang ein Exemplar zu fotografieren. 2016 identifizierten der niederländische Entomologe Klaas-Douwe B. Dijkstra vom Naturalis Biodiversity Center und der deutsche Entomologe Jens Kipping dieses Exemplar als Männchen von Rhyothemis splendens.